# Marjorie Taylor Greene

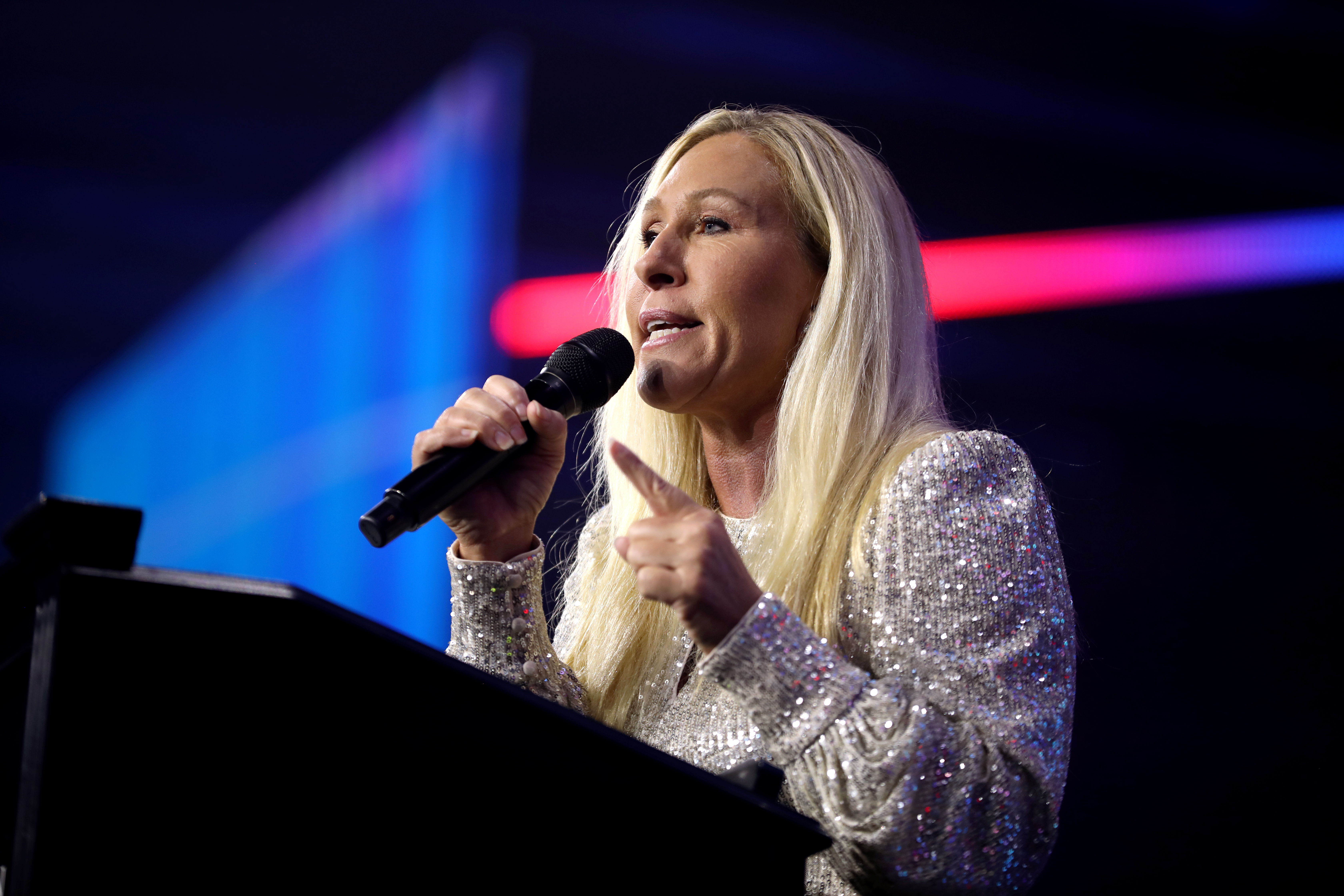
Marjorie Taylor Greene (2024)

Marjorie Taylor Greene (geb. Taylor; * 27. Mai 1974 in Milledgeville, Baldwin County, Georgia), auch mit ihren Initialen MTG genannt, ist eine US-amerikanische Politikerin (Republikanische Partei). Seit Januar 2021 vertritt sie den 14. Distrikt des Bundesstaats Georgia im Repräsentantenhaus der Vereinigten Staaten. Sie gilt innerhalb der Partei als polarisierend und weit rechts stehend. Mehrfach wurde ihr die Verbreitung von Verschwörungstheorien vorgeworfen.

## Leben
Marjorie Taylor Greene wuchs in Cumming auf. Nach ihrem Abschluss an der dortigen South Forsyth High School studierte sie Betriebswirtschaftslehre an der University of Georgia und erlangte einen Bachelorabschluss. 2002 erwarb sie das Bauunternehmen ihres Vaters in Alpharetta, das sie mit ihrem Ehemann Perry Greene führt. Von 2007 bis 2011 war sie Chief Financial Officer. 2012 war Taylor Greene als Fitnesstrainerin in einem CrossFit-Studio in Atlanta beschäftigt und im Jahr 2013 gründete sie zusammen mit einem Geschäftspartner ein CrossFit-Studio in Alpharetta.
Marjorie Taylor Greene lebte lange Zeit in Alpharetta und zog kurz vor ihrer Kongresskandidatur in das Paulding County um, um dort für den 14. Kongresswahlbezirk kandidieren zu können. Seither lebt sie in Rome. Im September 2022 reichte ihr Ehemann Perry Greene die Scheidung ein. Sie ist seit 2023 offiziell mit dem Journalisten Brian Glenn in einer Beziehung, der für das Right Side Broadcasting Network arbeitet.
Taylor Greene ist evangelikale Christin und wurde 2011 durch einen Pastor der North-Point-Community-Megachurch in einem Vorort von Atlanta wiedergetauft.
Sie hat drei inzwischen erwachsene Kinder.

## Politische Karriere
Im Jahr 2019 bewarb sich Taylor Greene für eine Kandidatur bei den Wahlen zum Repräsentantenhaus für den sechsten Kongresswahlbezirk von Georgia. Nach der Ankündigung von Tom Graves, bei den Wahlen nicht zur Wiederwahl antreten zu wollen, bewarb Taylor Greene sich im Dezember 2019 für dessen Wahlbezirk und wechselte daraufhin ihren Wohnort.
Im Wahlkampf wurde Taylor Greene unter anderem von Donald Trump, den Repräsentantenhausabgeordneten Jim Jordan und Andy Biggs sowie dem damaligen Stabschef des Weißen Hauses Mark Meadows mit Wahlempfehlungen unterstützt. Wahlkampfspenden erhielt sie unter anderem von Barb Van Andel-Gaby aus dem Vorstand der Heritage Foundation.
In der parteiinternen Vorwahl setzte sich Taylor Greene gegen den Neurochirurgen John Cowan durch. Cowan warnte Parteifreunde, darunter Trumps Kabinettsmitglieder, Taylor Greene sei eine Anhängerin der QAnon-Verschwörungstheorie.
Bei der Wahl am 3. November 2020 sollte Taylor Greene, der ein sicherer Wahlerfolg vorausgesagt wurde, gegen Kevin Van Ausdal antreten. Dieser zog seine Kandidatur im September 2020 zurück, nachdem er von Greene-Anhängern Morddrohungen erhalten hatte.
Taylor Greene trat ohne Gegenkandidaten an und erhielt 74,6 Prozent der Stimmen. Van Ausdal, dessen Name nicht von den Stimmzetteln gestrichen wurde, erhielt 25,3 Prozent der Stimmen.

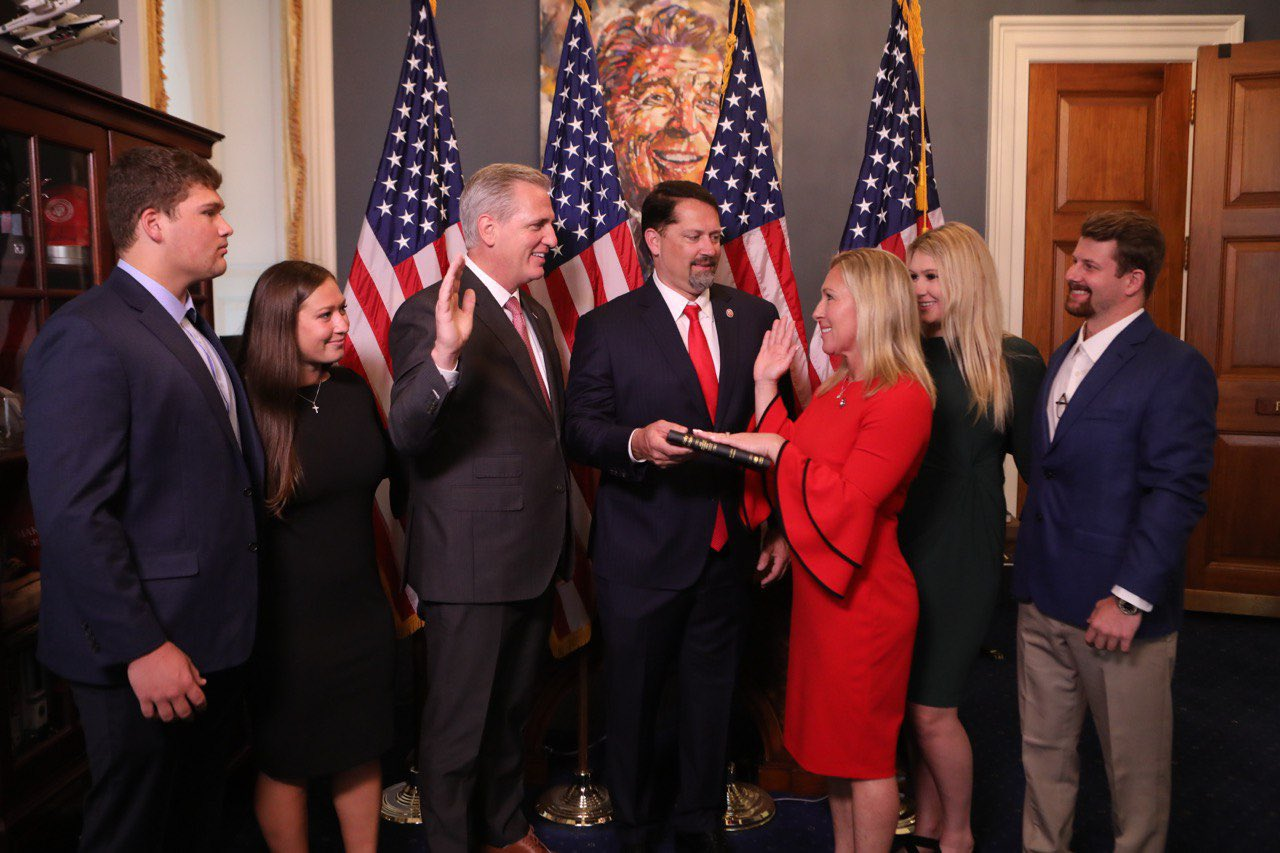
Marjorie Taylor Greene bei ihrer Vereidigung am 3. Januar 2021

Greene trat ihr Amt am 3. Januar 2021 an, dem Beginn der neuen Legislaturperiode. Sie gehört dem Freedom Caucus an.
Sie war eine der 139 Abgeordneten, die am 7. Januar 2021, dem Tag nach der Erstürmung des Kapitols in Washington, D.C., nicht für die Bestätigung Joe Bidens als Gewinner der Präsidentschaftswahl 2020 stimmten. Taylor Greene wurde Ende Januar 2021 Mitglied im United States House Committee on Education and Labor und im United States House Committee on the Budget.
Am 4. Februar 2021 schloss das Repräsentantenhaus Taylor Greene aus den beiden Ausschüssen aus. Zuvor hatten die Demokraten die Republikaner aufgefordert, selbst Maßnahmen gegen Taylor Greene zu ergreifen. Der Minderheitsführer der Republikaner in der Kammer, Kevin McCarthy, hatte dies aber abgelehnt.
2023 stieg sie nach einem Bündnis mit Kevin McCarthy zu einer der tonangebenden republikanischen Politiker auf. Unter anderem wurde sie in drei wichtige Ausschüsse des Repräsentantenhauses gewählt, die sich mit dem Umgang der US-Regierung mit der COVID-19-Pandemie in den Vereinigten Staaten, der Einwanderung an der Südgrenze der USA sowie dem angeblichen Machtmissbrauch durch US-Präsident von Joe Biden und seinem Sohn Hunter Biden befassen.
Im Juli 2023 wurde sie von Sitzungen der ultrarechten Gruppe Freedom Caucus ausgeschlossen. Kurz zuvor hatte sie eine andere ultrarechte Abgeordnete, Lauren Boebert, im Parlament als „little bitch“ bezeichnet. Als Grund für den Ausschluss gilt jedoch vor allem ihr Bündnis mit dem als eher gemäßigt geltenden Kevin McCarthy.
Ein von Taylor Greene am 8. Mai 2024 mit Unterstützung von den republikanischen Abgeordneten Paul Gosar und Thomas Massie gegen den Sprecher des Repräsentantenhauses Mike Johnson eingebrachtes Misstrauensvotum wurde noch am gleichen Tag mit großer Mehrheit beider Parteien abgewiesen.
Bei der Kongresswahl 2024 gewann sie ein drittes Mandat gegen den ehemaligen Brigadegeneral Shawn Harris. Marjorie Taylor Greene ist Vorsitzende des Subcommittee on Delivering on Government Efficiency (DOGE), eines Ausschusses des Repräsentantenhauses, der unabhängig vom außerparlamentarischen DOGE von Elon Musk agiert, jedoch die gleiche politische Ausrichtung hat.

## Positionen und Kontroversen
Am 26. November 2017 erklärte Marjorie Taylor Greene in einem auf YouTube veröffentlichten Video, rechtsextreme Verschwörungstheorien von QAnon in Teilen zu unterstützen. In einem ebenfalls 2017 veröffentlichten Video äußerte Taylor Greene Zweifel daran, dass der Attentäter des Massenmords in Las Vegas 2017 alleine gehandelt habe, und bezichtigte den jüdischen Investor George Soros, mit Nazis zusammenzuarbeiten. Nach den Kongresswahlen 2018 bezeichnete sie die Wahlen von Ilhan Omar und Rashida Tlaib in das Repräsentantenhaus als „islamische Invasion der Regierung.“
Während ihrer Kandidatur für das Repräsentantenhaus distanzierte sich Taylor Greene von QAnon-Verschwörungstheorien und erklärte, diese nach dem Auffinden von Ungereimtheiten und Fehlinformationen nicht mehr zu unterstützen.
Während der Waldbrände in Kalifornien 2018 mutmaßte sie auf Facebook, hinter den Feuern könnten Geschäftsverbindungen der jüdischen Bankiersfamilie Rothschild stehen, an denen auch der Geschäftsmann Richard C. Blum beteiligt sei, welcher mit der kalifornischen Senatorin Dianne Feinstein von der Demokratischen Partei verheiratet war und wie diese ebenfalls Jude ist. Taylor Greene spekulierte, geostationäre Satelliten des PG&E-Partnerunternehmens Solaren könnten die Feuer entfacht haben, um den Bau der Eisenbahn-Schnellfahrstrecke California High-Speed Rail zu begünstigen. Diese Äußerungen boten Anlass zu zahlreichen Witzen in den Late-Night-Shows. Jonathan Chait bewertete sie im New York Magazine als alternative Modernisierung altbekannter antisemitischer Verschwörungsmythen – statt „Rothschild“ durch „Soros“ als neuen Schurken zu ersetzen, habe Taylor Greene hier ersteren einen futuristischen „secret, powerful space laser“ angedichtet. Solaren stellte aus diesem Anlass klar, dass sie noch gar keine Satelliten in den Orbit verbracht haben, dass die von Taylor Greene verdächtigte Geschäftsbeziehung mit PG&E bereits 2015 aufgelöst wurde und dass die in der Technologie verwendete Mikrowellenstrahlung nicht einmal theoretisch die vermeintlich beobachteten Lichterscheinungen verursachen könnte. Tatsächlich ergab eine Untersuchung des kalifornischen Amts für Forstwirtschaft und Brandschutz, dass schlecht gewartete Stromleitungen von PG&E das Camp Fire verursacht hatten.
2018 stimmte Taylor Greene einem Facebook-Kommentar zu, in dem Schießereien wie das Schulmassaker von Parkland und der Amoklauf an der Sandy Hook Elementary School als „false flag operations“ bezeichnet wurden. Der Kommentar basiert auf der Verschwörungstheorie, die Amokläufe seien auf Anweisung von Politikern der Demokratischen Partei inszeniert worden, um so Vorwände für verschärfte Waffengesetze zu schaffen. Mehrere Überlebende des Schulmassakers von Parkland, unter anderem David Hogg und Cameron Kasky, sowie Fred Guttenberg, der bei dem Amoklauf seine Tochter verloren hatte, widersprachen im Januar 2021 Taylor Greenes Aussagen und forderten sie zum Rücktritt auf. Am 27. Januar 2021 wurde ein Video aus dem Jahr 2019 veröffentlicht, in dem zu sehen ist, wie Taylor Greene David Hogg verfolgt, belästigt und ihn beschuldigt, Kinder für seine Zwecke auszunutzen, um ihr die durch das Second Amendment zugesicherten Rechte wegzunehmen. Nachdem Hogg nicht auf ihre Fragen reagierte, bezeichnete Taylor Greene ihn später im Video als „Feigling“. 2018 und 2019 deutete sie in Social Media und Reden wiederholt ihre Unterstützung für die Exekution führender demokratischer Politiker an. Unter anderem likte sie bezüglich der Amtsentfernung von Nancy Pelosi einen Kommentar mit der Aussage „eine Kugel in den Kopf ginge schneller“ und erklärte in einer Rede, Pelosi habe Landesverrat begangen, was eine Straftat sei, die mit dem Tod bestraft werden könne. Zudem schrieb sie unter einen Facebook-Post, der die Verhaftung von Barack Obama und John Kerry forderte, „HANG that bitch“, und likte einen weiteren Kommentar, in dem ein „Bürgerkrieg 2.0“ gefordert wurde.
Im September 2020 teilte Taylor Greene ein Meme auf ihrer Facebook-Seite, das mit „Squad’s worst nightmare“ unterschrieben war und die Kongressabgeordneten Omar und Tlaib sowie Alexandria Ocasio-Cortez in einer Fotomontage neben Taylor Greene zeigt, die ein halbautomatisches Gewehr in der Hand hält. Dieses Bild kommentierte Taylor Greene mit den Worten, es sei an der Zeit, „gegen Sozialisten vorzugehen, die das Land zerreißen wollen.“
Die Repräsentantenhaussprecherin Nancy Pelosi bezeichnete den Beitrag als „gefährliche Gewaltandrohung“. Am folgenden Tag wurde das Bild von Facebook als Verstoß gegen die Nutzungsrichtlinien gelöscht.
Taylor Greene positionierte sich im Wahlkampf zur US-Präsidentschaftswahl 2020 als Abtreibungsgegnerin und plädierte dafür, die Organisation Planned Parenthood nicht mehr aus Steuermitteln zu finanzieren. Im September 2020 nahm sie in Ringgold an einer Kundgebung für den 2. Zusatzartikel zur Verfassung der Vereinigten Staaten teil und kündigte dort an, nicht für Gesetze zu stimmen, die das Recht auf Waffenbesitz einschränken würden. Am 21. Januar 2021, dem Tag nach der Amtseinführung von Joe Biden, beantragte sie (wie acht Tage zuvor angekündigt) ein Amtsenthebungsverfahren gegen Biden; dieser Antrag wurde von keinem weiteren Abgeordneten unterzeichnet.
2022 stellte sie den rechtsextremen Blogger Milo Yiannopoulos als Praktikanten in ihrem Abgeordnetenbüro ein.
Mitch McConnell, der Minderheitsführer der Republikaner im Senat, erklärte im Februar 2021, jemand, der bestreite, dass es 9/11 und Amokläufe in Schulen gegeben habe, lebe nicht in der Wirklichkeit. Solch verrückte Lügen und Verschwörungstheorien seien ein „Krebs für die Republikanische Partei“. Taylor Greene reagierte umgehend mit der Behauptung, der wahre Krebs der Partei seien schwächliche Republikaner.
Anfang 2021 wurden ihr im US-Repräsentantenhaus Posten in Ausschüssen entzogen. Während der Aussprache im Parlament versicherte Greene – die dabei eine Maske mit der Aufschrift „Free Speech“ trug –, es habe den 11. September 2001 tatsächlich gegeben und auch während ihres Wahlkampfes und später als Abgeordnete habe sie niemals QAnon gesagt oder andere Äußerungen getätigt, die ihr in den Mund gelegt worden seien. Diese Worte der „Vergangenheit“ bereue sie mittlerweile.
Im Mai 2021 sagte Taylor Greene über die Maskenpflicht während der COVID-19-Pandemie: „Wissen Sie, wir können auf eine Zeit in der Geschichte zurückblicken, in der Menschen gesagt wurde, sie müssten einen goldenen Stern tragen, und sie wurden definitiv wie Bürger zweiter Klasse behandelt, so sehr, dass sie in Züge gesteckt und in Gaskammern nach Nazi-Deutschland gebracht wurden.“ Sie äußerte ferner: „Ich denke, dass jede vernünftige jüdische Person nicht mochte, was in Nazi-Deutschland geschah, und dass jede vernünftige jüdische Person nicht mag, was mit einer anmaßenden Maskenpflicht geschieht.“ Anschließend entschuldigte sie sich für den Vergleich und räumte ein, dass sie einen Fehler gemacht habe und „es keinen Vergleich“ gebe. Ende Mai 2021 trug Taylor Greene bei einem Auftritt ein Spottgebet auf Anthony Fauci, Bidens medizinischen Chefberater, vor, das mit den Worten begann: „Gegrüßet seist du, heiliger Fauci voller Masken, der Covid-Impfstoff ist mit dir.“ Weiter kündigte sie ein Impeachment-Verfahren gegen Biden an und behauptete, der Präsident werde in Wirklichkeit von radikalen Linken im Keller des Weißen Hauses gefangen gehalten.
Twitter sperrte Greenes Account @mtgreenee viermal vorübergehend, zum Beispiel im Januar 2021 wegen der Verbreitung von Verschwörungstheorien. Anfang Januar 2022 sperrte Twitter ihren Account wegen wiederholter Verbreitung von Falschinformationen zur COVID-19-Pandemie dauerhaft. Ihr Account @mtgreenee hatte zuletzt fast 500.000 Follower. Greene hat weiterhin Zugriff auf ihr offizielles Twitter-Konto (@RepMTG) mit fast 400.000 Followern. Im Februar 2022 erntete sie viel Häme, als sie Gestapo und Gazpacho verwechselte und Nancy Pelosi vorwarf, dass die Gazpacho-Polizei Mitglieder des Kongresses ausspioniere.
Ebenfalls Anfang 2022 trat Greene bei einer Veranstaltung von Nick Fuentes auf, einem Rechtsextremisten, der den Holocaust verharmlost. Bei dieser Veranstaltung, die kurz nach Beginn des russischen Überfalls auf die Ukraine stattfand, wurde u. a. der russische Präsident Wladimir Putin gelobt. Taylor Greene versuchte danach diese Teilnahme zu relativieren und nannte die Invasion „komplett falsch“, erklärte aber, die Ukraine habe Russland „ständig provoziert“ und werde, wenn die Republikaner den Kongress kontrollierten, „keinen Penny“ mehr erhalten. Im Juni 2022 kritisierte Greene die Verschärfung der kanadischen Waffengesetze, da diese das Land „schwach und anfällig für eine Invasion und leichte Übernahme durch ein stärkeres Land“ mache, „wie zum Beispiel Russland, das gerade jetzt sehr zornig auf Amerika“ sei. Im August 2022 übte sie Kritik am Vorhaben der Regierung unter Joe Biden, bei dem Studenten ein Teil ihrer Studienschulden erlassen werden soll, weil nun Bürger, die nie studiert hätten, für Absolventen von Hochschulen zahlen müssten. Das Weiße Haus twitterte daraufhin, dass Taylor Greene selbst durch das Paycheck Protection Program bereits um 183.504 Dollar entlastet worden sei, was dem neun- bis achtzehnfachen Wert des durchschnittlichen Betrages für Absolventen einer Hochschule (zwischen 10.000 und 20.000 US-Dollar) entspricht. Anlässlich des Staatsbesuchs des ukrainischen Präsidenten Wolodymyr Selenskyj in den USA im Dezember 2022 bezeichnete sie diesen als „Schattenpräsidenten der USA“.
Im Dezember 2022 bestritt sie den Vorwurf, sie habe zusammen mit Steve Bannon eine Rolle beim Anfang 2021 erfolgten Sturm auf das Kapitol gespielt, mit den Worten: „Hätten Bannon und ich das organisiert, hätten wir gewonnen.“
Im März 2023 wurde Greenes offizielles Twitter-Konto vorübergehend gesperrt, nachdem sie nach dem Massaker an einer christlich geführten Grundschule in Nashville, Tennessee, bei dem nach Berichten der Polizeibehörden eine 28-jährige Trans-Person drei Kinder und drei Lehrkräfte erschossen hatte, auf ihrem Kanal von einem „Antifa & Trans-Terrorismus“ geschrieben hatte.
Nach dem Terrorangriff der Hamas auf Israel im Oktober 2023 stellte Greene auf ihrem Twitter-Kanal die Frage, ob Afghanistan oder die Ukraine die Hamas mit US-Waffen versorgt habe, und behauptete, „sehr wahrscheinlich“ treffe beides zu.
Im April 2024 sagte Greene: „Antisemitismus ist verwerflich, aber ich werde heute nicht für den Antisemitism Awareness Act 2023 (HR 6090) stimmen, aufgrund dessen Christen wegen Antisemitismus verurteilt werden könnten, weil sie an das Evangelium glauben, das besagt, dass Jesus von den Juden an Herodes ausgeliefert wurde, um gekreuzigt zu werden.“ Am 21. April 2025 postete sie nach dem Tod des Papstes „Today there were major shifts in global leaderships. Evil is being defeated by the hand of God“ („Heute gab es große Veränderungen in der globalen Leitung. Das Böse wurde durch die Hand Gottes besiegt.“)
Bei einer Anhörung mit den Leitungen von NPR und PBS sagte sie, diese öffentlich-rechtlichen Medien seien immer mehr zu „radikalen, linken Echokammern“ geworden, die „eine kleine Gruppe von meist wohlhabenden, weißen, städtischen Liberalen und Progressiven“ bedienten.
Taylor Greene kritisierte im Juni 2025 das Eingreifen der USA in den militärischen Konflikt zwischen Israel und dem Iran. Sie sagte, dass immer, wenn Amerika „kurz davor“ sei, „Großes zu erreichen“, das Land sich wieder in einen weiteren Auslandskrieg „verstricken“ würde; das sei „nicht unser Kampf“. Kurz darauf postete sie, sie könne „auch Präsident Trump und vieles, was seine Administration Großartiges“ leiste, „unterstützen und gleichzeitig gegen Bombenangriffe auf Iran und gegen einen neuen heißen Krieg sein, den Israel begonnen“ habe, das sei „keine Illoyalität“. Im Folgemonat äußerte sich Greene zum Krieg in Israel und Gaza; der Terrorangriff der Hamas am 7. Oktober 2023 sei schrecklich gewesen und alle Geiseln müssten zurückgebracht werden, „aber das Gleiche gilt für den Völkermord, die humanitäre Krise und die Hungersnot in Gaza“.

## Autorin
Im November 2023 veröffentlichte Marjorie Taylor Greene ihre 275-seitige Autobiographie MTG mit einem Vorwort von Donald Trump im Verlag von Donald Trump Jr. Der ehemalige Präsident bezeichnete sie als entschlossenste Kämpferin für America First im Kongress. Gleichwohl war die Biographie in Kanada gedruckt worden. Nach Einschätzung von Lloyd Green im Guardian umfasst das Buch Gehässigkeit, das Begleichen von Rechnungen, Fiktionen, Selbstabsolution und Selbsterhöhung. Das Werk verkaufe sich schlecht. Nach Einschätzung von Ellie Quinlan Houghtaling in The New Republic schrieb Taylor Greene das Buch allein für Ex-Präsident Trump, um sich bei ihm um die Position des Running Mate im Präsidentschaftswahlkampf 2024 zu bewerben, eine Einschätzung, die von Lloyd Green geteilt wird.